# 김대환 (2004년)
김대환(한국 한자: 金大煥, 2004년 10월 19일 ~ )은 대한민국의 축구 선수이며, 포지션은 수비수이다.

## 클럽 경력
2022년 제주 유나이티드 산하 유스 소속 선수 최초로 준프로 계약 선수로서 입단하게 되면서프로 프로 커리어를 시작하게 되었다.

## 플레이 스타일
날렵함과 빠른 스피드를 지닌 측면 수비수로 공격 상황시에 스스로 득점할 수 있는 능력까지 지녔다.